# Branchinecta mexicana
Branchinecta mexicana là một loài giáp xác trong họ Branchinectidae.